# Juhani Aho
Juhani Aho (Lapinlahti, 11 de septiembre de 1861-Helsinki, 8 de agosto de 1921), cuyo nombre verdadero fue Johannes Brofeldt hasta 1907, fue un escritor y periodista finlandés que cultivó la novela y la poesía. Su carrera como escritor duró cerca de cuarenta años.

## Vida
Nacido como Johannes Brofeldt, hijo del decano Henrik Gustaf Theodor Brofeldt y de Karolina Fredrika Emelie Snellman, Aho comenzó a escribir en sueco en el instituto, pero fue por influencia de Runeberg que más tarde escribió en finés.
En la universidad estuvo asociado al grupo literario de Arvid Järnefelt, y mantuvo correspondencia con la esposa de este, Elisabeth Järnefelt, quien le antería a escribir.
Aho comenzó como un autor de estilo realista en su primera novela Rautatie (literalmente del finés 'Ferrocarril'), que se considera como uno de sus trabajos más importantes.
Más tarde se dedicó al neoromanticismo con las novelas Panu (1897) y Kevät ja takatalvi (en finés: La primavera y el final del invierno) (1906), siendo esta última una de sus obras más aclamadas, llevada a la ópera por Arne Merikanto y al cine en tres ocasiones, la más reciente de ellas en 1999, por Aki Kaurismäki.
Su novela Yksin (Solo), publicada en 1890, es una historia de amor de carácter autobiográfico que refiere a la pasión de Aho por Aino Järnefeldt, quien al momento se hallaba secretamente comprometida con Jean Sibelius, con quien más tarde habría de casarse.
Los celos y el enojo que provocaron en Sibelius la publicación de la novela se olvidaron gradualmente, y más tarde en su vida, Aho y Sibelius fueron amigos cercanos, así como vecinos en Järvenpää, donde el compositor tenía una villa a la que había bautizado como "Ainola" (El reino de Aino).
Aho contrajo nupcias el 21 de septiembre de 1891 con la pintora Vendla Soldán-Brofeldt,  conocida por el nombre de "Venny".
Además de sus novelas, Aho escribió una serie de cuentos cortos de distintos estilos llamados Lastuja (en español Fichas). Sus temáticas varían desde las alegorías políticas hasta los retratos de la vida cotidiana.
La primera (y considerada la más famosa) de sus historias cortas es Siihen aikaan kun isä lampun osti (traducida al inglés como Cuando papá trajo a casa la lámpara), que retrata los efectos de la modernización en la vida de las personas en las regiones rurales. En la actualidad el título de la obra ha pasado a ser una expresión de carácter popular para referirse a la introducción de nuevas tecnologías.
Aho fue uno de los fundadores del Päivälehti, que sería el predecesor del Helsingin Sanomat (Noticias de Helsinki), el periódico de mayor tiraje en Finlandia.
En su momento, Aho fue el más conocido de los escritores de Finlandia en Europa, en parte quizás a las rápidas traducciones de las que sus obras fueron objeto. Para la década de 1890, sus libros se habían traducido a 10 idiomas.
En su vejez soñó con el premio Nobel.